# Onychopteryx simpsoni
Onychopteryx simpsoni — вид викопних птахів, що належав до родини гоацинових (Opisthocomidae) або близький до її представників. Мешкав в еоцені, 56 млн років тому.

## Назва
Onychopteryx перекладається з грецької як когтисте крило. Вид simpsoni названий на честь американського палеонтолога Джорджа Сімпсона.

## Голотип
Голотип (AMNH 3188) знайдений у 30-х роках у пластах формації Касамайор у провінції Чубут на півдні Аргентини під час експедиції Американського музею природознавства. Описаний плесно, яке схоже на плесно сучасного гоацина, але датуються задовго до того, як появились перші відомі представники родини.